# Silba admirabilis
Silba admirabilis är en tvåvingeart som beskrevs av Mcalpine 1956. Silba admirabilis ingår i släktet Silba och familjen stjärtflugor. Inga underarter finns listade i Catalogue of Life.